# Danxhó
Danxhó är en ort i Mexiko, tillhörande kommunen Jilotepec i den västra delen av delstaten Mexiko. Danxhó ligger precis intill Presa Danxhó och hade 1 086 invånare vid folkräkningen 2010.